# Āfrīz
Āfrīz (persiska: آفریز) är en ort i Iran.   Den ligger i provinsen Khorasan, i den östra delen av landet, 700 km öster om huvudstaden Teheran. Āfrīz ligger 1 419 meter över havet och antalet invånare är 888.
Terrängen runt Āfrīz är platt åt sydväst, men åt nordost är den kuperad.Runt Āfrīz är det glesbefolkat, med 10 invånare per kvadratkilometer. Närmaste större samhälle är Tīghdar, 13,0 km norr om Āfrīz. Trakten runt Āfrīz är ofruktbar med lite eller ingen växtlighet.